# Emily Fields
Emily Catherine Fields DiLaurentis es un personaje ficticio creado en 2006 por la autora Sara Shepard. Ella es un personaje de los libros y serie de televisión de Pretty Little Liars, e inicialmente aparece como una "atleta" y una de las principales protagonistas de las historias. Ella es parte del grupo conocido como las Mentirosas; y es la mejor amiga de las otras cuatro miembros, quienes también son protagonistas. Emily es conocida por su descripción y timidez, así como por ser miembro de una familia conservadora, los Fields.
Las características e historia de Emily tienen la misma metodología tanto en los libros como en la serie. Sin embargo, hay algunas diferencias de percepción entre las dos versiones, ya que la serie de televisión generalmente no siguen los guiones de los libros. Como ejemplo, los padres de Emily en la serie tienen diferentes nombres que los libros; y, en los libros, ella tiene hermanos, mientras que en la serie ella no. Otra diferencia notable entre las dos versiones son las características físicas y psicológicas.
Por su interpretación, Mitchell fue nominada dos veces en los Teen Choice Awards.

## Biografía

### Descripción en la serie
Emily (Shay Mitchell) es la adolescente atlética, buena alumna y buena hija. Con un gran corazón y muy leal. Amiga íntima de la desaparecida Alison DiLaurentis, por la que siempre sintió atracción e incluso llegaron a besarse, confundiendo a Emily. Pasado un año de la desaparición de Alison, Emily cuenta con su novio Ben y una vida tranquila, hasta que aparece su flamante vecina Maya St. Germain, quien hace despertar en ella la duda que nació con los besos de Alison: Emily es homosexual. 
Amiga incondicional, romántica, valiente, tolerante y responsable, Emily va evolucionando a través de la serie, siendo muchas veces víctima de los ataques de A. Cuando asesinan a su novia Maya, la joven inicia una relación con Paige McCullers, su compañera de natación.

### Libros
Emily es descrita como una chica con el pelo rubio rojizo que se tiñe de verde por el cloro en la piscina, tiene los hombros anchos y flacos, pero piernas musculosas, y a menudo usa ropa deportiva de natación. Durante años lleva el brazalete de la amistad hecho por Alison para ella. A Emily no le gusta la natación pero sus padres la obligan para así poder tener chances de entrar a buenas universidades, ya que es la menor de cuatro hermanos. 
En los libros Emily es bisexual, mientras que en la serie es abiertamente lesbiana. Emily también es supersticiosa, aunque la mayor parte de sus supersticiones las inventa ella misma.